# Иванов, Игорь Иванович
Игорь Иванович Иванов (8 января 1960, пос. Зиядин, Бухарская область, Узбекская ССР, СССР) — советский футболист.

## Биография
Воспитанник ДЮСШ «Зарафшан» (Навои). Выступал в советских командах «Зарафшан», «Пахтакор», «Спартак» Москва, «Таврия» Симферополь, «Сохибкор» Халкабад, «Джейхун» Ургенч, Навбахор, «Нурафшон», а также узбекском «Кимегаре» (Алмалык), украинском «Прибористе» и малайзийском «Перлисе».
Старший брат Юрий также футболист.